# Рукописна книга

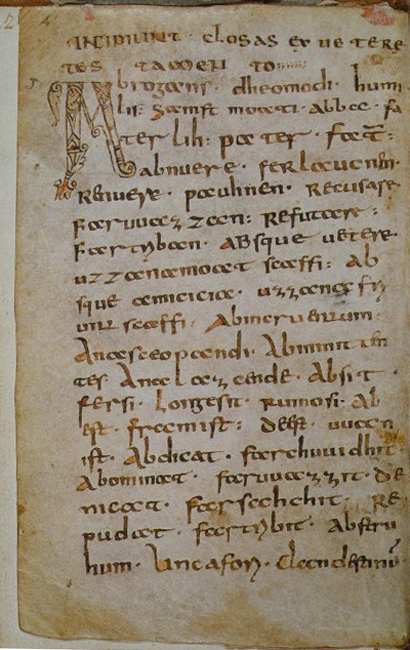
Перша сторінка кодексу Аброгансу, першої книги німецькою мовою (8 ст.)

Рукописна книга — кодекс, що містить твір (або збірку творів) художнього, релігійного, юридичного чи іншого змісту, написаний вручну.

## Загальна характеристика
Найдавніші рукописні книги в Україні з'явились у період Київської Русі із запровадженням християнства. У першій половині XI століття князь Ярослав Мудрий заснував при Софійському соборі скрипторій (майстерню для переписування книг), забезпечений великою бібліотекою, кваліфікованими писарями і художниками. Саме звідси вийшли найдавніші рукописні пам'ятки: Остромирове Євангеліє (1056–1057), Ізборники Святослава (1073 і 1076). Книжна справа в цей час була добре налагоджена і в Києво-Печерській лаврі. У XII–XIV ст. важливими центрами книгописання стають монастирі Галицько-Волинського князівства (звідси, ймовірно, походять Христинопольський Апостол, XII ст.; Бучацьке Євангеліє, 12-13 ст.; Добрилове Євангеліє, 1164; Холмщини Євангеліє (Холмське Євангеліє), кінець XIII ст.; Бесіди Григорія Двоєслова, друга пол. XIII ст.; Євсевієве Євангеліє, (1283), а також Чернігівського, Новгород-Сіверського, Переяславського князівства (пам'ятки не збереглися). 
До київського книжкового осередку належить найвидатніша пам'ятка рукописного мистецтва ранньої доби — Київський Псалтир (1397), оздоблений 302 високохудожніми мініатюрами. Найдавніші книги переписувались на пергаменті (спеціально обробленій і пристосованій для письма шкірі молодих тварин — ягнят, телят, козенят). Тривалий час пергамент був привізний, лише з XII–XIV ст. почали користуватись матеріалом місцевого виробництва. Давні книги переписувались уставом — високим, урочистим письмом, що передбачало пропорційність кожного знаку. Робота переписувачів була дуже повільною і вимагала скрупульозного виконання. У художньому оформленні книг переважали орнаменти «візантійського» і «тератологічного» («звіриного») типу, мотиви, запозичені з книг болгарського походження, проте з включенням оригінальних елементів.
Новий етап у розвитку рукописної книги пов'язаний з поширенням у XV ст. нового матеріалу письма — паперу, який був набагато дешевшим, що сприяло значній демократизації і поширенню книжно-рукописного мистецтва в Україні. Рукописних пам'яток цього часу збереглось удвічі більше, ніж з попередніх чотирьох століть. У цей час активізувалися старі осередки книгописання і виникли нові. Зокрема, в XV ст. набула розвитку книжкова справа у Закарпатті (Королівське Євангеліє, 1401) в с. Королеве, Мукачівський Псалтир (поч. XV ст.). Нового розвитку набувала рукописна справа у Галичині. Книги почали переписуватись не лише у великих містах (Львів, Стрий, Галич), а й у містечках і навіть селах. Тривалий час папір привозили із Заходу, переважно з Німеччини. У першій половині XVI ст. виробництво паперу почалось в Україні. Зокрема, один із перших паперових млинів (папірня) з'явився у Буську в 1539–1541. Рукописні книги з другої половини XIV ст. переписувалися півуставом, букви якого втратили квадратні пропорції, витягнулися, з'явився нахил, збільшилася кількість виносних літер і скорочених слів. Бурхливий розвиток рукописного мистецтва не знижував художньої вартості книг. Навпаки, у найкращих своїх зразках (Пересопницьке Євангеліє, 1556–1561; Загорівський Апостол, 1554) залишилися такими ж довершеними з естетичного погляду, як і в попередні століття. У художньому оформленні книг цього часу переважала плетінчаста орнаментика, з другої половини XVI ст. особливого розвитку набув рослинний орнамент, що переріс з кострубатих гілок у розкішні ренесансні й барокові композиції. Ці напрями в оформленні української рукописної книги згодом набули широкого розвитку, збагатились елементами народного вжиткового мистецтва і народного малювання. З другої пол. XVII–XVIII ст. виробництво рукописних книг в Україні поступово занепало і замінилося книгодрукуванням. Хоча книги, переписані від руки, продовжували з'являтися і у XVIII, і навіть XIX ст., проте це явище не мало вже масового характеру.